# Чимишлия
Чимишли́я (рум. Cimișlia) — город в Республике Молдова, центр Чимишлийского района. В состав города входят сёла Новая Богдановка, Старая Богдановка и Димитровка.

## География
Город расположен в 12 км от железнодорожной станции Чимишлия в селе Михайловка и в 69 км к югу от Кишинёва (64 км от кишинёвского «Южного» автовокзала) на пересечении важных маршрутов страны: R3 (Кишинёв—Хынчешты—Бессарабка), М3 (Кишинёв—Комрат—Джурджулешть) и R26 (Тирасполь—Кэушень—Чимишлия). Через город с северо-запада на юго-восток протекает река Когыльник (рум. Cogîlnic), которая впадает в озеро Сасик. Также на севере протекает приток Когильника Жапар, а непосредственно севернее границы города впадает левый приток Когильника Кождангалия. Основные строения поселения расположены на трёх холмах и оно условно подразделяется на несколько микрорайонов: «Тайвань», Центр, Малина, Реча (бывшее село на выезде в сторону Бессарабки), Когыльник (расположен на левом берегу Когыльника), «СПТУ» (микрорайон на выезде в сторону Хынчешт).
Административно Чимишлии подчиняются села Новая Богдановка, Старая Богдановка и Димитровка.
- Площадь всей территории в зоне ответственности мэрии — 14 612 га
- Площадь обрабатываемых земель (сады, виноградники, пашни) — 8413 га
- Площадь городских владений — 1291 га
- Площадь застроенной части города — 208,4 га

### Климат
| Показатель                                           | Янв. | Фев. | Март | Апр. | Май  | Июнь | Июль | Авг. | Сен. | Окт. | Нояб. | Дек. | Год  |
| ---------------------------------------------------- | ---- | ---- | ---- | ---- | ---- | ---- | ---- | ---- | ---- | ---- | ----- | ---- | ---- |
| Средний суточный максимум, °C                        | 0,2  | 1,6  | 6,9  | 15,3 | 21,2 | 24,7 | 26,4 | 26,2 | 22,1 | 15,4 | 8,1   | 2,8  | 14,2 |
| Средняя температура, °C                              | −3   | −1,5 | 3,0  | 10,3 | 16,0 | 19,4 | 21,0 | 20,5 | 16,5 | 10,4 | 4,6   | −0,1 | 9,8  |
| Средний суточный минимум, °C                         | −6,1 | −4,5 | −0,8 | 5,3  | 10,8 | 14,2 | 15,7 | 14,9 | 10,9 | 5,5  | 1,1   | −3   | 5,3  |
| Норма осадков, мм                                    | 34   | 36   | 32   | 40   | 53   | 73   | 65   | 45   | 45   | 26   | 35    | 36   | 520  |
| Источник: http://ru.climate-data.org/location/27596/ |      |      |      |      |      |      |      |      |      |      |       |      |      |

## История
Название Чимишлия впервые встречается в исторических летописях Молдавии первой половины XVII века. Первое упоминание,
согласно историческим записям учёного Владимира Нику, датируется 4 июлем 1620 года: «…здесь остановилось татарское племя, которые, являясь большинством в округе, сменили название на Чимишлия (татарское слово, в переводе на русский — богатство)».

Чимишлия представляет собой переоформленный в молдавском языке этноним племени ногайских татар: чумечли «(племя) с тамгой в форме ковша» (тат. чумеч «ковш, совок» + суф. -ли)
.
Священник Якоб Юсипеску (рум. Iacob Iusipescu), впервые написавший и опубликовавший историю Чимишлии в 1874 году, пишет: «…Лия — по-турецки это девушка, а Чимиш’ами в давние времена называли строителей… и даже если здесь компактно проживали молдаване и татары, никакой неприязни между ними не было…».
Выдержка из  (недоступная ссылка) ФОН РААН. ПЕРЕЧЕНЬ СОБСТВЕННОГО СВОЕГО ЖУРНАЛА
В ПРОДОЛЖЕНИЕ ПРОШЕДШЕЙ ВОЙНЫ ПРИ ЗАВОЕВАНИИ МОЛДАВИИ И БЕССАРАБИИ] (10 апреля 1788 года):
«Между тем выступили мы под начальством Генерал-Майора Вадковского; первый наш марш был двумя колоннами к деревне Шагулаке, вдоль по [65] Кагальнику, 28 верст от Гинсештов к деревне Чабаре (Nо 67). Отсюда отрядили Бригадира Тамара с малым деташементом к Чумишли (No 68). Здесь приказано было нам остановиться. Мы в сих ненаселенных степях пробыли четыре дня. К великому нашему счастью нашли мы множество оставленного Татарами фуража для лошадей наших, а в прочем не было там ничего: от Молдавской границе до берегу Дуная не видать ни одного дерева. Каждый хозяин при побеге своем совсем разорил дом свой; и мы нашли одни шалаши без дверей, без печей и по большой части без крышек».
В 1809 году в Чимишлии была возведена деревянная церковь.

### 1812—1918-е годы
В 1812 году Чимишлия оказалась в границах Российской Империи.
Согласно одному из исторических документов 30 мая 1812 года, в селе проживало 63 семей молдаван, давно здесь осевших. Ещё 17 семей крестьян приехало из села Хэснэшений Марь, Сорокского цинута, и они приняты как братья.
Перепись 1817 года показала, что Чимишлия насчитывала 165 хозяйств. Спустя десять лет здесь проживали 187 семей, которые владели 442 лошадьми, 475 ульями, стадами крупного рогатого скота. В селе были 6 ветряных мельниц и 42 каменных колодца.
В 1827 году село превращается в административный центр одноимённой Чимишлийской волости.
Во время чумы на юго-восточной окраине селения открыли специальное кладбище.
В 1840 году Чимишлия получила статус местечка, были установлены два дня в год для проведения больших ярмарок и базарные дни для каждой недели.
В 1844 году открыта первая школа.
Согласно переписи 1859 года в местечке Чимишлия при речке Когильник располагалось 313 дворов, где проживало 1122 мужчины и 1000 женщин. Итого 2122 человека. В городе были: почтовая станция, православная церковь, приходское училище, две ярмарки. Через каждые 2 недели базары.
В середине XIX века в каменном варианте возводится православная церковь Успения Богородицы. Примерно в это же время отстраивается первая синагога еврейских колонистов. Она находилась в районе моста возле нынешней бани.
В 1885 году открыта земская больница (один врач и один фельдшер).
«На 94 версте от Бандер расположена станция Скиносы, в 10 верстах от которой находится м. Чимишлия. Это большое торговое местечко красиво раскинулось по возвышенности, прилегающей к правому берегу речки Когильнику; в нём до 4000 жителей, и оно имеет значение, как местный хлебный рынок, на который свозится хлеб из соседних селений; обороты Чимишлии по торговле хлебом определяются суммою более 500.000 рублей в год».
Выдержка из «Энциклопедического словаря Брокгауза и Ефрона» (1890—1907):
«Чимишлия — местечко Бессарабской губернии, Бендерского уезда, бывшее татарское селение; заселено колонистами из северной части Бессарабии. Ч. раскинуто на возвышенном берегу реки Когильник, в 10 верстах от станции Скиносы Юго-западной железной дороги. 3989 жителей, православная церковь, синагога, мужское 2-классное училище, много лавок, 2 ярмарки в году. Утверждено местечком в 1840 г. Значительный местный рынок, на который свозится хлеб из всех соседних селений; обороты торговли хлебом свыше 500 тыс. руб».
Национальный состав Чимишлии по состоянию на 1907 год.
молдаване — 3720,
евреи — 750,
малороссы (украинцы) — 219,
цыгане — 160,
великороссы (русские) — 62,
болгары — 36.
Источник: В. Н. Бутович. «Материалы для этнографической карты Бессарабии. Киев 1916 год».

### 1918—1940-е годы
В период между двумя мировыми войнами (1918—1940) Чимишлия входила в состав уезда Тигина (рум. județul Tighina) Румынского Королевства.
В 1923 году в Чимишлии зарегистрировали 110 домов и 4922 жителя. Работали кирпичный завод, 2 паровые мельницы, ветряная мельница, 18 корчем, 3 ресторана, больница, примария, начальная школа.
В 1927 году началась электрификация города.
Чимишлия в межвоенный период оставалась центром волости (по-румынски — Plasa Cimișlia). В состав волости входило 28 сёл с населением около 65 тысяч человек согласно переписи 1930 года. В посёлке работала гимназия, где девочки и мальчики обучались вместе. Также,функционировал суд, государственная больница. Через населённый пункт проходила национальная дорога Кишинёв — Комрат — Болград.
Национальный состав Чимишлии согласно переписи Румынии 1930 года:
Всего — 6562 человека.
- румыны — 5060,
- евреи — 926,
- русские — 261,
- болгары — 152,
- украинцы — 62,
- и др.

### 1940—1991-е годы
В первые дни после начала Великой Отечественной войны власти организуют эвакуацию на восток. К 20 июля 1941 года, почти через месяц после начала войны, в Чимишлию входят германо-румынские войска. На 3 года восстановилась власть Румынского Королевства, союзника фашистской Германии. Это самое трагическое время для оставшихся чимишлийских евреев, которых расстреливали либо вывозили в гетто. 22 августа 1944 в посёлок вошли советские войска. В боях погиб 701 боец.
В 1949 году Чимишлия стала районным центром.
Во времена МССР (1940—1941, 1944—1991) в городе работали винодельческий, пивоваренный, консервный, молочный, маслодельный заводы, совхоз-завод «Янтарный», хлебопекарня, инкубаторно-птицеводческая станция. Краеведческий музей. Сорокатысячный винзавод, на момент строительства, считался самым крупным объектом такого типа в Европе. В городе возводится Дом культуры, 6-этажная поликлиника, 3 новых школы, 5 детсадов, здание ПТУ, 2 кинотеатра («Зориле» и «Летний»), 4-этажный Дом быта, здание почты и узла связи, универмаг и ресторан; строится стадион.
В 1965 году возведено 3-этажное здание русской школы, а также построен новый Дом Культуры.
1972 год. Построена гостиница. Также, к 50-летию образования СССР, ПМК-72 сдало в эксплуатацию один из первых 5-этажных жилых домов напротив церкви. На первом этаже часть квартир использовались как общежитие самого ПМК. В этом же году на окраине города в сторону Ченака открыли новое кладбище. Первым похоронили чиновника по фамилии Рапида.
1975—1976 годы. Открыт новый двухэтажный ресторан. Напротив нынешнего рынка построили новую автостанцию.
Статья в газете «Заря Молдавии» за 1976 год.
«Пребражённый вид на посёлок Чимишлия — заслуга коллективов строительных организаций — ПМК-72 и коллективов строительного объединения. В последнее время выросли многоэтажные здания многоквартирных жилых домов со всеми коммунальными удобствами, детсада-яслей, дома правосудия, кафе-ресторана, инженерно-лабораторного комплекса завода „Янтарный“ и другие постройки.
Растут в центре панельные дома, на окраине — учебные корпуса межрайонного профтехучилища, на днях будут сданы в эксплуатацию два просторных двухквартирных дома. Ни на день не умолкает работа на новостройках».
1977—1978 годы. Рядом со старым кладбищем произведена вырезка и построена современная асфальтированная дорога (улица Шлихтинга), которая ведёт в город Леово.
1978—1979 годы. Построено новое 4-этажное здание Дома Быта.

### После 1991 года
На рубеже 1980—1990-х годов, во времена «парада суверенитетов», город покидает много русских и украинских специалистов: врачи, учителя, инженеры. К середине 1990-х годов отсюда выехали все евреи, воспользовавшиеся возможностью, предоставленной государством Израиль. В это сложное время закрываются многие предприятия и организации, в том числе 2 детсада, новый универмаг, Дом быта, второе здание поликлиники и кинотеатр. По городу перестают курсировать маршрутные автобусы.
На рубеже 1990—2000-х годов многие жители устремляются на заработки в европейские страны, Израиль и Россию. До 25 % населения временно или постоянно работает за границей. На вырученные средства отстраиваются, выкупаются и ремонтируются частные дома, открываются малые предприятия (в основном в сфере розничной торговли и сферы обслуживания). Параллельно открываются филиалы крупных коммерческих банков.

## Население
Численность городского населения — 12 800 человек (2006). В 1897 году здесь проживало 4350 человек, в 1970 — 10 892, в 1979 — 13 340, в 1989 — 16 071, в 1992 — 19 800, а в 2006 — 12 800.
В 2005 году коэффициент смертности на 1000 человек составлял — 12, а рождаемости — 10.
Согласно переписи 2004 года  абсолютное большинство городского населения по национальности — молдаване (85,4 %), но проживают также:
- украинцы — 4,4 %,
- русские — 4,3 %,
- болгары — 2,6 %,
- румыны — 1,5 %,
- гагаузы — 1 %,
- цыгане — 0,2 %.

По данным переписи 1989 года население посёлка составляло 16 071 человек, из них болгар — 551 человек, или 3,4 %.
Раньше в городе было много евреев, в 1897 году — 750 из 4350 человек (17 %), при том, что молдаван было 3720 душ, а цыган — 160.   (недоступная ссылка)
В городе зарегистрировано 4152 домашних хозяйства, на каждое из которых в среднем приходится 3,1 человека.

## Экономика
Годовой (2009) городской бюджет — 18,068 млн леев.
Расходы (2009) — 18,068 млн леев (содержание мэрии, 7 детсадов, 1 начальная школа, 2 гимназии, 3 лицея, чимишлийский дом культуры, 2 дома культуры по сёлам примарии, 3 библиотеки и др.):
- Расходы в сфере дошкольного и среднего образования — 14,581 млн леев.
- Другие расходы — 3,5 млн леев.

В 2004 году начинают курсировать 4 маршрутных автобуса.
К 2012 году в городе располагаются следующие крупные учреждения и фирмы, появившиеся в последние годы:
- 5 автозаправочных станций (две Тирекс-Петрол, два Петрома и Бемол). Последняя сдана в эксплуатацию в конце 2007 года.
- 6 филиалов и подфилиалов столичных коммерческих банков (Банка де Экономий, АгроИндБанк, МолдИндКонБанк, Банка Сочиалэ, ФинКомБанк и ВикторияБанк). На входе в здания первых трёх банков располагаются банкоматы.
- филиалы крупных коммерческих розничных сетей (Алина Электроник, Букурия, Франзелуца и др.),
- филиалы Почты Молдовы, Молдтелекома, ГП «Радиокоммуникации».

## Жилищный сектор
В городе 19 четырёх- и пятиэтажных многоквартирных жилых комплексов и около 30 двухэтажных многоквартирных домов. В них проживает около 35—40 % населения, формирующие так называемую городскую прослойку общества. За последние 4-5 лет достроили 3 пятиэтажки и с нуля воздвигли новый шестиэтажный дом. В 2005 году был достроен и сдан в эксплуатацию 5-этажный 60-квартирный дом по дороге на Хынчешты, строительство которого начато в 1994 году. В 2005—08 гг. достраивали ещё два 5-этажных жилых комплекса, строительство которых было заморожено в 1990-х годах (один в центре, напротив Дома быта, а второй в районе 3-й школы). Также в этот период с нуля возвели шестиэтажку в районе 3-й школы. Силами бывшего МСО капитально отремонтировали 3-этажное общежитие в районе Малины. Стоимость двухкомнатной квартиры в этом доме в 2007 году составляла чуть больше 13 000 евро, а трёхкомнатной — 18 000 евро. На вторичном рынке в 2007 году стоимость отремонтированной двухкомнатной квартиры в центре города достигает 28 000 евро.

## Образование и культура
В Чимишлии 3 действующих образовательных учреждения:
- Молдавский лицей им. Иона Крянгэ (бывшая с/ш № 1)
  - построен в 1944 году (по др. данным в 1948), основное здание рассчитано на 450 учеников,
  - 12-летний образовательный цикл,
  - около 570 учеников (год обучения 2011—12),

- Русский лицей им. Александра Пушкина (бывшая с/ш № 2),
  - построен в 1965 году, рассчитан на 650 учеников,
  - 12-летний образовательный цикл,
  - 100 учеников (2021-22),
  - директор — Ион Карауш (2023—24).

- Молдавский лицей им. Михая Эминеску (бывшая с/ш № 3),
  - построен в 1969 году (первый директор — Павел Рошка), основное здание рассчитано на 690 учеников,
  - 12-летний образовательный цикл,
  - 820 учеников (2011—12),
- Молдавская гимназия (бывшая с/ш № 4), не действует.
  - построена в 1962 году, здание рассчитано на 230 учеников,
- Молдавский лицей им. Михая Витязула m. Архивировано из оригинала 13 января 2005 года., не действует.
  - основан в 1994 году, первый директор — Лупащук Павел,
  - 3-летний лицейный образовательный цикл (10—12 классы),
- Недостроенная школа. Стройка заморожена в 1990 году.
  - здание рассчитано на 1266 учеников.
  - площадь территории — 2,5 Га.

В городе несколько детсадов:
- Ласточка (на рум. — Rindunica)
  - построен в 1960-х годах
  - 161 ребёнок
- Красная шапочка (на рум. — Scufita Rosie)
  - 45 детей
- Фэт-Фрумос (бывший д/c Берёзка)
  - построен в 1970—80 годах
  - расположен в сторону бывшего СПТУ
  - 100 детей
- Фоишор
  - 50 детей
  - расположен в мкр Когыльник
- Гиочел
  - 167 детей
  - расположен недалеко от лицея им. М. Эминеску (б. с/ш Нр.3)
- Виорика
  - 41 ребёнок

Количество детей приведено по состоянию на 2008—09 учебный год.  (недоступная ссылка)
В городе до 2022 года функциоемровало профессиональное техническое училище (СПТУ, построено в 1977 году), готовящее кадры для агрокультурного сектора и промышленности: трактористов, комбайнёров, сварщиков и т. п.
В 1965 году в посёлке построили Дом культуры, одна из достопримечательностей города. Это учреждение до сих пор функционирует, здесь мастера народного искусства и молодые музыкальные группы проводят свои концерты. Одно время здесь проводили дискотеки, а на заре 90-х показывали видеофильмы. Теперь же развлекательную функцию переняли диско-бары. Одной из самых массовых дискотек является «C’est La Vie», располагающийся в здании бывшего кинотеатра.

## Эфирный приём телерадиоканалов
Вещание телерадиоканалов производится с Радио- Телевизионной Передающей Станции (SRTV Cimislia).
Итак, с чимишлийской башни вещают:
- «Прайм» (2 ТВК), ретраслирующий российский «Первый канал»,
- «1 Music MD» (9 ТВК),
- «Молдова — 1» (33 ТВК),
- «nit» (50 ТВК),
- «Euro-TV Chisinau» (56 ТВК),
- «Хит FM» (93,5 МГц),
- «Радио Молдова» (103,5 МГц).

С чимишлийской мачты распространяется местный телеканал «Медиа-ТВ» (бывш. «Чим-ТВ») на 43 ТВК и местная радиостанция «Радио-Медиа» (104,4 МГц). Оба региональных канала продлили свои вещательные лицензии 7 и 8 мая 2008 года. Т.о. лицензия Медиа-ТВ истечёт аж в 2015 году, когда по всей стране отключат эфирное аналоговое телевещание.
Оба радиоканала (Радио Медиа и Радио Молдова) вещают в стерео-режиме. В Чимишлии стереовещание на «Радио Молдова» запустили 2 ноября 2007 года.
С 6 декабря 2006 г. по 25 октября 2007 г. на 9 ТВК вещал «СТС-Дикси», но, в конце сентября 2007 года, телекомпания «Дикси» проиграла эту частоту на конкурсе КСТР, что привело к отключению этого популярного канала (особенно среди женской половины населения). Девятый ТВ-канал повторно был выставлен на конкурс, и на него было всего 2 претендента — «СТС-Дикси» и «N4», и на декабрьском их тоже было двое — «СТС-Дикси» и «ТВ-3». В декабре 2007 КСТР не стал оглашать результаты конкурса на ТВ-частоты, отменив его, и лишь 26 февраля 2008 все частоты заново выставил на конкурс. К 28 апреля 2008 на этот канал претендовали телекомпании Дикси (СТС) и VDT (VeDeTe TV). 8 мая состоялось заседание КСТР, на котором огласили результаты конкурса, объявленного 26 февраля 2008 года. Победителем стал телеканал VDT.

12 июня 2008 года на 56 ТВК запущено вещание сетевого телеканала «Euro-TV Chisinau». 
17 сентября 2008 года в FM-диапазоне, на частоте 93,5 МГц, запущено вещание радиостанции «Хит FM».
Оба вещателя (EuTV и ХитFM) выиграли эти частоты на конкурсе, результаты которого огласили в конце сентября 2007 года.
8 июня 2009 года на 9 ТВК запустили вещание сетевого телеканала «ТВ3 Молдова» (VDT). В конце 2011 года на 9 ТВК начали ретранслировать музыкальный телеканал «1 Music».
Кроме того, на башне установлены антенны операторов мобильной связи Orange и Moldcell (GSM, 900 Мгц), а также антенны национального оператора фиксированной телефонной связи Moldtelecom (CDMA, 450 Мгц).
Историческая справка.
Изначально была построена чимишлийская радиорелейная станция (возведена 79-метровая мачта и одноэтажное здание). Эти работы велись в 1969—71 гг. Станция служила звеном в цепочке радиорелеек, по которым радио- и телевизионный сигнал доставлялся к ретрансляторам на юге Молдавии (Комрат, Кагул и т. д.). В 1976 гг. ввели в строй чимишлийскую РТПС (двухэтажное здание и 208-метровую башню), который на первых порах позволил вещать в райцентре Вторую Программу Молдавского Телевидения, а немногим позже производить вещание двух телепрограмм в радиусе 35—50 км. В 1997 году в Чимишлии запустили вещание «Радио Молдова» в FM-диапазоне.

## Печатные СМИ
- CimPrim — региональная газета рекламного характера. Тираж — 10000 экз. (2010 год)
- Gazeta de Sud (по рус. — «Газета Юга». Бывшая «Business Info», бывш. «Заря Молдавии») — региональная газета, освещающая события в бессарабском, чимишлийском, хынчештском и леовском районах. Тираж — 10000 экз. (2010 год)
- «The Cimişlia News» (на англ.), издаётся учениками молдавского лицея им. Михая Эминеску.

## Достопримечательности
- Мемориальный комплекс «Скорбящая мать». Включает сдвоенную гранитную скульптуру матери и солдата. По левую и правую сторону в вертикальном положении уложены гранитные плиты, на которых выбиты имена семисот одного освободителя района, которые во время Великой Отечественной войны (1941-45) полегли в этой земле.
- Памятник молдавскому господарю Стефану Великому. Расположен рядом с Районным советом, в центре города. Был торжественно открыт 27 августа 2007 года — в День Республики.
- Бюст Михаю Эминеску, румынскому поэту. Находится в одноимённом парке, рядом с одноимённым лицеем.

* Бюст Алексею Маресьеву, Герою Советского Союза. Находится во дворе русского лицея им. Сергея Есенина со стороны центрального входа.
- Еврейское кладбище. Располагается недалеко от правого берега Когыльника. Первые захоронения датируются началом XIX века.
- Памятник чернобыльцам. Расположен рядом с русским лицеем. Был торжественно открыт 26 апреля 2007 года.

## Палеонтология и палеоантропология
- В 1960-х годах в одном из знаменитых чимишлийских оврагов российские палеонтологи провели раскопки. За месяц было собрано 3,5 тонны костей животных, которым около 5—7 млн лет (миоцен). Это были останки жирафов, гиппарионов, мастодонтов, антилоп. Часть из этих экспонатов можно увидеть в столичном Музее природы и этнографии.
- В 2015 году в Чимишлии было обнаружено захоронение представителя ямной культуры (4,5—4 тысяч лет назад). Поверх кургана были найдены останки татарина, относящиеся к XVIII веку[5].

## Транспорт
Чимишлия лишь с 2011 года связана прямым автобусным сообщением со столицей — Кишинёвом. Данная ситуация была обусловлена огромным количеством транзитных автобусных рейсов, которые связывают Чимишлию с Кишинёвом, Одессой, Тирасполем, Бельцами, Кагулом, Измаилом, Рени и населёнными пунктами района. Несмотря на то, что основное количество рейсов в направлении Чимишлии из Кишинёва отправляются с Южного Автовокзала и курсирует через Хынчешты, с 2006 года действует маршрут Кишинёв — Чимишлия — Батыр, отправляющийся ежедневно в 15.15 с Центрального Автовокзала Кишинёва и из Чимишлии в 06.50—07.00, курсирующий по маршруту Екатериновка, Валя-Пержей, Градиште, Юрьевка, Порумбрия, Резены.
По городу курсируют автобусы по следующим маршрутам:
- «1» Когыльник — центр — кладбище со стороны Ченака, и обратно.
- «2» СПТУ — центр — Тайвань — центр — Реча — центр — СПТУ.
- «3»
- «4» Малина — Тайвань: окраина города в сторону Комрата (Малина) — центр — поликлиника — центральный стадион (Тайвань) — окраина города в сторону Ченака, и обратно.

## Уроженцы
- Гинзбург, Анна — актриса, певица.
- Михаил Яковлевич Лейбович (Скворцов) — деятель компартии Румынии, подпольщик.
- Лянкэ, Юрий Григорьевич — молдавский политический и государственный деятель. Министр иностранных дел и европейской интеграции Республики Молдова и первый вице-премьер-министр (2009—2013), премьер-министр Республики Молдова с 25 апреля 2013 по 18 февраля 2015 года.